# Palaeosepsis dentatiformis
Palaeosepsis dentatiformis är en tvåvingeart som först beskrevs av Oswald Duda 1926.  Palaeosepsis dentatiformis ingår i släktet Palaeosepsis och familjen svängflugor. Inga underarter finns listade i Catalogue of Life.